# Gold-Laubfrosch
Der Gold-Laubfrosch (Ranoidea aurea, Synonym: Litoria aurea), auch als Goldener Laubfrosch bezeichnet, ist eine Art aus der Unterfamilie der Australischen Laubfrösche, die zur Familie der Laubfrösche zählt und im östlichen Australien beheimatet ist. Ausgewachsen erreicht er eine Größe von etwa 11 cm und ist damit einer der größten einheimischen Frösche Australiens. Ranoidea aurea gehört zum Ranoidea-aurea-Komplex, der außer ihm noch Ranoidea moorei, Ranoidea raniformis, Ranoidea dahlii und Ranoidea cyclorhynchus umfasst.

## Merkmale

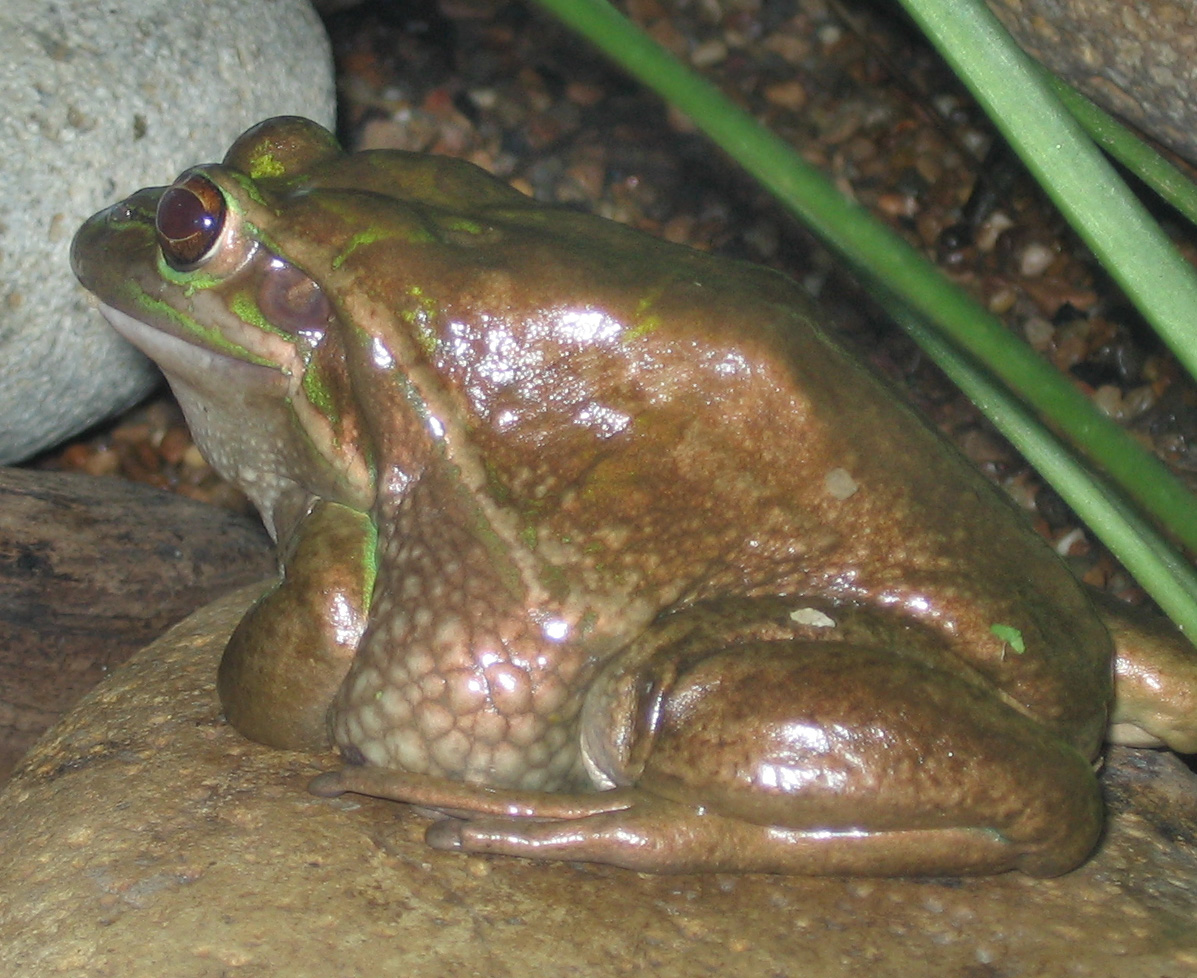
Ein Gold-Laubfrosch mit überwiegend bronzefarbener Erscheinung. Es handelt sich um ein Terrarientier.

Gold-Laubfrösche sind große und mächtig gebaute Frösche, ausgewachsen erreichen sie Körpergrößen von etwa 4,5 bis hinauf zu 11 cm Länge. Im Durchschnitt jedoch werden sie zwischen 6 und 8 cm groß; und sie zählen somit zu den größten Exemplaren von Fröschen auf dem australischen Kontinent.
Die Männchen sind meist kleiner und weniger stämmig als die Weibchen und es ist zu beobachten, dass die Farbe des Rückens sich bei beiden sehr variabel zeigt. Farbtöne von Grün (dunkelgrün bis smaragdfarben), Grün-Bronze, Kupfer oder sogar Gold wurden bereits dokumentiert. Es ist auffallend, dass in kühleren Zeiten die Farben dunkler zu werden beginnen, manchmal sogar bis zu einem fast schwarzen Ton.
Hinter dem Auge entspringt ein beiger oder blassgelber Streifen, der nach oben mit Gold und nach unten hin schwarz abgegrenzt ist, er verläuft an der Körperseite zwischen dem Mittelohr und der Leiste. Ein weiterer Streifen liegt zwischen Auge und Schulter. Die Bauchunterseite zeigt eine beige oder weiße, relativ grobe Musterungsstruktur. Die Farbe der Beine schwankt zwischen Grün und Bronze, die Oberschenkelinnenseite ist bis zur Leiste hinauf blaugrün gefärbt. Bei männlichen Gold-Laubfröschen ist eine gelbliche Schattierung an der Schallblase zu sehen.
Die Pupille des Frosches verläuft waagrecht und geschlitzt, die Regenbogenhaut hingegen ist goldbraun und zwischen den Pupillenrändern und denen des Auges verläuft eine schwarze Schliere. Neben einem markanten und eiförmigen Mittelohr besitzt das Tier ebenfalls große Saugnäpfe an den Zehen, welche als Kletterhilfe gebraucht werden. Die Finger sind frei, die Zehen jedoch vollkommen mit Schwimmhäuten überzogen, was auf ein größtenteils wasserbezogenes Leben zurückzuführen ist. In der Paarungszeit bilden sich außerdem auf den Daumen Brunstschwielen aus, mit denen das Weibchen während der Begattung festgehalten wird.

## Verbreitung
Die Heimat des Gold-Laubfrosches ist das südöstliche Australien. Ehemals verbreitet von Brunswick Heads im Norden von New South Wales bis East Gippsland in Victoria sowie westlich von Bathurst, Tumut und dem Australischen Hauptstadtterritorium, sind die heutigen Populationen in einem vergleichsweise eingeschränkten Territorium anzufinden. Heute reicht das Verbreitungsgebiet des Frosches nur mehr von Byron Bay bis East Gippsland, und man trifft ihn vorwiegend in küstennahen Gebieten an. Experten veranschlagen die Differenz zwischen ehemaligem und heutigem Verbreitungsgebiet auf mindestens 90 %.
Jedoch kann man das Tier sowohl in Sydney als auch auf zwei Inseln an der Ostküste antreffen, nämlich Broughton Island und Bowen Island. Ebenfalls existiert es auf Neuseeland und auf den pazifischen Inseln Neukaledonien und Vanuatu.

## Lebensweise und Fortpflanzung
Wie alle Laubfrösche verbringt der Gold-Laubfrosch eine geraume Zeit des Tages damit, sich auf Felsen oder Grashalmen in der Sonne aufzuwärmen. Außergewöhnlich ist, dass er auch tagaktiv ist; bei Berührung wird außerdem ein scharf riechender Schleim abgesondert, welcher als Breitbandantibiotikum fungiert und sogar gegen Krebs wirkt, was dem Frosch hilft, gefährliche Mikroorganismen und Krankheitserreger abzuwehren.
Normalerweise ist der Frosch in küstennahen Sumpfgebieten und Wäldern zu finden, allerdings wurden Populationen auch schon in ehemaligen Industrieregionen festgestellt. Daher lässt sich nur schwer feststellen, welche Anforderungen er wirklich an seinen Lebensraum stellt, da er auch in allen möglichen Arten von Gewässern, mit Ausnahme schnell fließender Flüsse, anzutreffen ist. Am häufigsten jedoch findet man ihn in zeitweiligen Wasseransammlungen, die flach und frei von Verschmutzungen sind; er meidet Gewässer mit Raubfischen darin. Bevorzugt werden See oder Teiche mit hochwachsender Vegetation, besonders Schilfrohre, die als Sonnplätze für das Tier dienen; im Winter werden Orte gesucht, die sich ebenso als Unterschlupf wie auch für die Aufzucht der Jungen eignen. Gewöhnlich sind rund um den Lebensraum Gräser oder Felder zu finden, die sich als geeignet für die Nahrungssuche erweisen.
Die Fortpflanzung hängt sehr stark vom Salzgehalt und Temperatur des Gewässers ab. Der Salzgehalt hat Auswirkungen auf die Entwicklung der Kaulquappen, sowie ist der Ort erst ab einer Temperatur von etwa 20 °C als Brutstätte geeignet. Gold-Laubfrösche können Salinitäten von 0,6 % ohne Auswirkungen verkraften, jedoch steigt ab einer Salinität von 0,8 % die Sterblichkeitsrate, sowie sinkt die Wachstumsrate. Ein Mindestmaß von etwa 0,1–0,2 % Salzgehalt kommt dem Tier zugute, da es Krankheitserreger (wie z. B. die Chytridiomycota) abtötet.
Ausgewachsen entwickeln die Frösche eine sehr breite Ernährungspalette, sie vertilgen auch andere Frösche (manchmal werden sie sogar zu Kannibalen); die Kaulquappen ernähren sich von Schwebstoffen, Algen und Bakterien. Natürliche Feinde sind Wasservögel und Schlangen, für Kaulquappen werden Schildkröten, Aale, Fische und Wirbellose bedrohlich.
Die Brutzeit für Gold-Laubfrösche liegt in den warmen Monaten zwischen Oktober und März. In der Zeit erzeugen die Männchen mit ihren Schallblasen einen Paarungsruf, während sie im Wasser umhertreiben. Dieser Ruf ist ein tiefes, mehrteiliges Grummeln, das oft als ähnlich mit dem Schaltvorgang eines Motorrads beschrieben wird (ein naher Verwandter des Gold-Laubfrosches, der Motorradfrosch Litoria moorei, wurde sogar nach seinem Paarungsruf benannt). Beim Laichen werden durchschnittlich 5.000 Eier abgelegt, es wurde sogar ein Haufen von 11.682 Stück dokumentiert. Anfänglich schwimmt die Laichmasse, doch sinkt sie bei Störung oder nach 12 Stunden bis zum Grund ab. Nach 2–3 Tages schlüpfen die Larven und verwandeln sich nach 2 bis 11 Monaten von der Kaulquappe zum fertigen Frosch, dabei ist die Zeit von der Wassertemperatur und dem Futterangebot abhängig. Das Laichen geschieht zu einer höheren Wahrscheinlichkeit in Gewässern, die frei von Raubfischen, sowie von kurzlebiger Natur sind.
Die Kaulquappen sind sehr groß, Exemplare bis zu 8 cm Länge wurden gesichtet, allerdings sind kleinere Kaulquappen weitaus häufiger zu sehen. Die Körperform ist normalerweise gleich breit wie hoch, die Flosse ist gelbstichig und auffällig gewölbt. Die Muskulatur hingegen fällt dürftig aus und verjüngt sich zum Ende hin, mit der Flosse gleich. Der Körper selbst ist durchsichtig gelb und zeigt dunklere Stellen über dem Bauch. Kurz vor der Entwicklung von Gliedmaßen bildet sich die grünliche Farbgebung des erwachsenen Tieres heraus. Diese Zwischenformen der Individualentwicklung gleichen dann den Erwachsenen und messen nun im Schnitt 2,6 cm.

## Gefährdung
In der letzten Dekade sind die Zahlen der freilebenden Gold-Laubfrösche um fast ein Drittel zurückgegangen. Verantwortlich für diesen Rückgang werden folgende Faktoren gemacht: Zerstörung des Lebensraumes, Einführung von Raubfischen sowie der Umbau und Ausbau von Abwassersystemen. Auch hängen die Rückgänge eng mit der Einführung des Koboldkärpflings, ein Raubfisch aus Nordamerika, der im Zuge der Malariaeindämmung (der Fisch ernährt sich von Mosquitolarven) in das Ökosystem eingebracht wurde, zusammen. Laborstudien zufolge zeigen die Kaulquappenpopulationen eine extreme Empfindlichkeit auf diese Fischart, wenn diese als Jäger in ihr Biotop gelangen. Neben der Gefahr durch Raubfische sind auch die Gefahren durch nicht-heimische Säuger, wie z. B. Katzen oder Füchse, die Veränderung der Wasserqualität, der Gebrauch von Herbiziden und die Zerstörung von Waldland von großem Ausschlag für die Dezimierung der Art. Jedoch sind, da die Spezies in der Lage ist, in zerstörten und verschmutzten Umgebungen trotzdem zu überleben, Abholzung und Umweltverschmutzung vermutlich nicht Hauptursache der Artgefährdung. Pilze wie der Chytridpilz werden nach Beobachtung der Art während der 70er und 80er Jahre als Hauptursache des Populationsrückganges des Gold-Laubfrosches angesehen.
Seit geraumer Zeit wird der Frosch in Forschungs- und Studienprojekte eingebunden, um Wege zu finden, die Art dauerhaft erhalten zu können. Diese Forschungen konzentrieren sich auch zu einem guten Teil darauf, die Bedrohung durch die Raubfische unter Kontrolle zu bringen. Andere wiederum streben danach, neue, geeignete Lebensräume zu finden bzw. alte dementsprechend aufrechtzuerhalten, sodass ein artgerechtes Leben gewährleistet sein kann. Ebenso wurden Projekte gestartet, um die öffentliche Aufmerksamkeit auf die Problematik zu lenken und von dieser Seite Unterstützung zu finden.

## Taxonomie
Der Gold-Laubfrosch besitzt mehrere physische und verhaltenstechnische Charakteristiken, die sich den Echten Fröschen (Ranidae) zuschreiben lassen. Aus diesem Grund wurde er früher zur Familie der Ranidae gezählt. Dazu zählt die spitze Schnauze, die langen Beine und die ausgeprägten Schwimmhäute der Zehen; das Mittelohr sticht durch die Größe heraus. Für die Klassifizierung spricht außerdem, dass der Gold-Laubfrosch wie die Spezies der Ranidae ein Leben am Wasser bevorzugen und also selten weite Landstrecken zurücklegen, wenn nicht eine ausreichende Befeuchtung gewährleistet ist. Der Grund für die Einstufung in eine andere Familie waren jedoch anatomische Unterschiede zu den Echten Fröschen. Die Knochen- und Knorpelstruktur des Tieres entsprechen eher den Spezies der Familie der Laubfrösche, also wird der Gold-Laubfrosch heute als Mitglied der Unterfamilie der Australischen Laubfrösche eingestuft.
René-Primevère Lesson beschrieb den Gold-Laubfrosch zuerst als Rana aurea. Seitdem wurde er ungefähr 20 Mal neu klassifiziert und irrtümlich neu beschrieben. 37 Jahre nach der Erstklassifizierung durch Albert Günther erhielt er die Bezeichnung Litoria aurea, die sehr lange in Verwendung stand, bis der Gold-Laubfrosch zusammen mit einigen anderen Litoria-Arten im Jahr 2016 in die wiedererrichtete Gattung Ranoidea ausgegliedert wurden.

## Heimtierhaltung

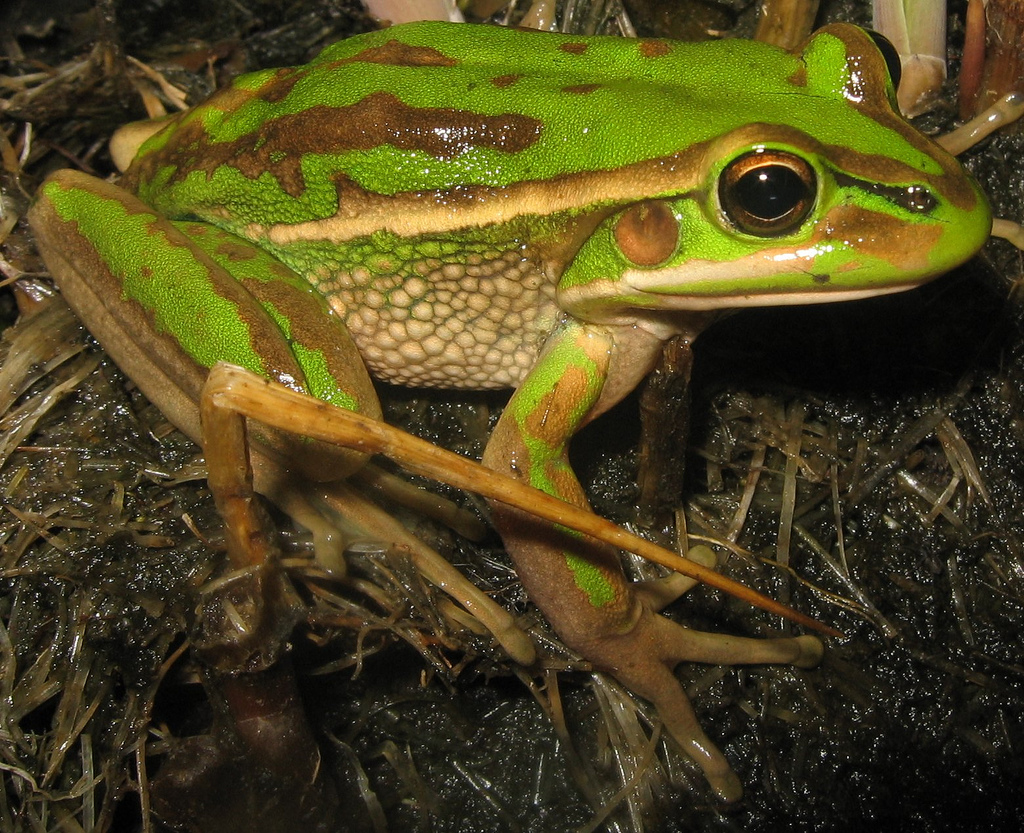
Ein Goldlaubfrosch in einem entsprechenden Terrarium.

Gold-Laubfrösche werden gerne auch als Heimtiere gehalten. Sie sind dabei auch für eher weniger amphibienkundige Besitzer geeignet, da sie relativ pflegeleicht zu halten sind sowie kein aggressives Verhalten an den Tag legen. Bei Gehegehaltung sollte ein Lebensraum gewählt werden, der ihm Bade-, Versteck- und Klettermöglichkeiten bietet, auf Bepflanzung sollte ebenfalls nicht verzichtet werden. Bei einer relativen Luftfeuchtigkeit von 60–80 % und Temperaturen von tagsüber 24–28 °C und nachts 18–22 °C fühlt sich der Frosch wohl. Als Nahrung taugen im Handel erhältliche Insekten und kleine Mäuse.